# فرديناند كونت فلاندرز

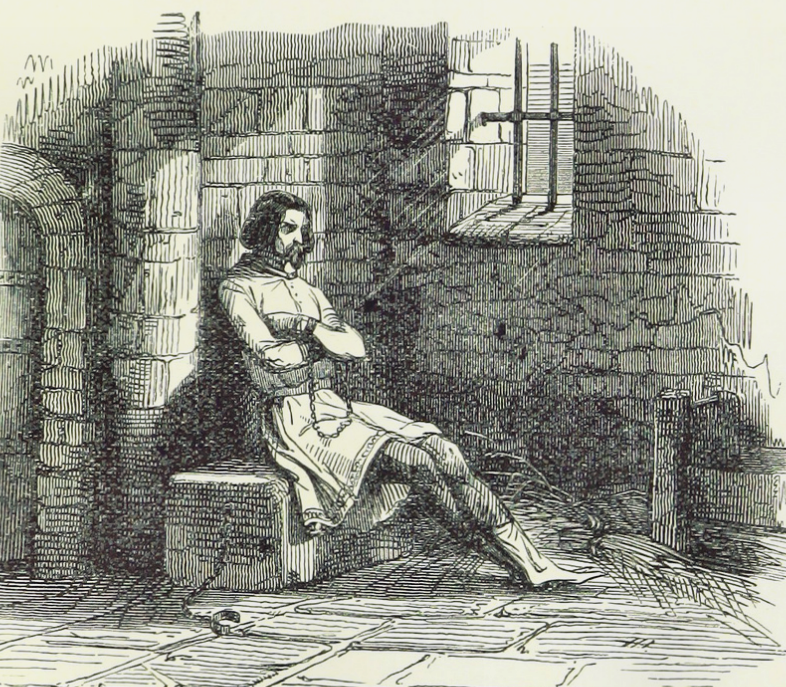
فرناندو كونت فلاندرز في السجن بعد معركة بوفين.

فرناندو كونت فلاندرز (24 مارس 1188 - 27 يوليو 1233) هو إنفانتي برتغالي والابن الثاني لـ سانشو الأول ملك البرتغال وزوجته دولسي الأراغونية، أصبح فرناندو كونت فلاندرز بزواجه من جوان كونتيسة فلاندرز، هذا الزواج تم في باريس عام 1212 م. وفي طريقهم إلى فلاندرز، اعترضهم الأمير الفرنسي لويس (في المستقبل: لويس الثامن) الابن الأكبر لـ فيليب الثاني أوغسطس ملك فرنسا وابن عمة جوان إيزابيلا الفلاندرزية بهدف استعادة إرث والدته المتوفاة في الأراضي الفلاندرزية بما في ذلك أرتوا التي ضمها والد جوان بالقوة بعد وفاة إيزابيلا، ونجح لويس في الحصول على تنازل عن تلك الأراضي.
سرعان ما انضم جوان وفردناندو مع حلفاء والدها جون ملك إنجلترا والإمبراطور أوتو الرابع في تحالف ضد مملكة فرنسا، إلا أنهم هُزموا بشكل حاسم في معركة بوفين في يوليو 1214 م، حيث أُسر فردناندو.
ظل فردناندو أسيرًا في أيدي الفرنسيين لمدة 12 سنة، حتى أطلقت سراحه بلانكا القشتالية وصية عرش فرنسا بعد اعتلاء ابنها لويس التاسع ملك فرنسا العرش سنة 1226 م.
توفي فرناندو في نويون في 27 يوليو 1233 م.